# Гърко поле
Гърко поле (на македонска литературна норма: Грко Поле) е село в община Дебърца на Северна Македония, в едноименната историко-географска област Дебърца.

## География
Селото е в Долна Дебърца, част от котловината Дебърца между Илинската планина от изток и Славей планина от запад.

## История
В XIX век Гърко поле е село в нахия Дебърца на Охридската каза на Османската империя. В „Етнография на вилаетите Адрианопол, Монастир и Салоника“, издадена в Константинопол в 1878 година и отразяваща статистиката на населението от 1873 година Гърко поле (Gorko-polé) е посочено като село с 8 домакинства с 35 жители българи.
Според Васил Кънчов в 90-те години Гърко поле чифлик има 3 къщи. Според статистиката му („Македония. Етнография и статистика“) от 1900 година Гърко поле (Гърково поле) е населявано от 20 жители, всички българи християни.
На Етнографската карта на Битолския вилает на Картографския институт в София от 1901 година Гъркополе е чисто българско село в Охридската каза на Битолския санджак с 6 къщи.
В началото на XX век цялото население на селото е под върховенството на Българската екзархия. По данни на секретаря на екзархията Димитър Мишев („La Macédoine et sa Population Chrétienne“) в 1905 година в Горско поле има 48 българи екзархисти и в селото функционира българско училище.
Според преброяването от 2002 година селото има 30 жители македонци.
| Националност | Всичко |
| македонци    | 30     |
| албанци      | 0      |
| турци        | 0      |
| роми         | 0      |
| власи        | 0      |
| сърби        | 0      |
| бошняци      | 0      |
| други        | 0      |